# Kolarstwo na Letnich Igrzyskach Olimpijskich 2012 – wyścig drużynowy kobiet
Wyścig drużynowy kobiet podczas Letnich Igrzysk Olimpijskich 2012 rozegrany został między 3 a 4 sierpnia na torze London Velopark w Londynie.

## Terminarz
| Data            | Godzina |                |
| --------------- | ------- | -------------- |
| 3 sierpnia 2012 | 16:56   | Eliminacje     |
| 4 sierpnia 2012 | 16:11   | Pierwsza runda |
| 4 sierpnia 2012 | 17:42   | Finały         |

## Wyniki

### Eliminacje
Wyniki:
| Pozycja | Państwo           | Zawodniczki                                            | Wynik    | Uwagi |
| ------- | ----------------- | ------------------------------------------------------ | -------- | ----- |
| 1.      | Wielka Brytania   | Danielle King Laura Trott Joanna Rowsell               | 3:15.669 | Q,    |
| 2.      | Stany Zjednoczone | Sarah Hammer Dotsie Bausch Jennie Reed                 | 3:19.406 | Q     |
| 3.      | Australia         | Annette Edmondson Melissa Hoskins Josephine Tomic      | 3:19.719 | Q     |
| 4.      | Kanada            | Tara Whitten Gillian Carleton Jasmin Glaesser          | 3:19.816 | Q     |
| 5.      | Nowa Zelandia     | Lauren Ellis Jaime Nielsen Alison Shanks               | 3:20.421 | Q     |
| 6.      | Holandia          | Kirsten Wild Amy Pieters Ellen van Dijk                | 3:21.602 | Q     |
| 7.      | Niemcy            | Judith Arndt Charlotte Becker Lisa Brennauer           | 3:22.058 | Q     |
| 8.      | Białoruś          | Tacciana Szarakowa Alena Dylko Aksana Papko            | 3:22.850 | Q     |
| 9.      | Ukraina           | Jełyzaweta Boczkariowa Switłana Haluk Łesia Kałytowśka | 3:25.160 |       |
| 10.     | Chiny             | Jiang Fan Jiang Wenwen Liang Jing                      | 3:26.049 |       |

### Pierwsza runda
Wyniki:
| Pozycja | Wyścig | Kraj              | Wynik    | Uwagi |
| ------- | ------ | ----------------- | -------- | ----- |
| 1.      | 4      | Wielka Brytania   | 3:14.682 | Q,    |
| 2.      | 3      | Stany Zjednoczone | 3:16.853 | Q     |
| 3.      | 3      | Australia         | 3:16.935 | Q     |
| 4.      | 4      | Kanada            | 3:17.454 | Q     |
| 5.      | 2      | Nowa Zelandia     | 3:18.514 |       |
| 6.      | 1      | Holandia          | 3:20.013 |       |
| 7.      | 1      | Niemcy            | 3:21.086 |       |
| 8.      | 2      | Białoruś          | 3:21.942 |       |

## Finały
Wyniki:

### Runda medalowa
| Pojedynek       | Drużyna           | Czas     | Pozycja |
| --------------- | ----------------- | -------- | ------- |
| o złoty medal   | Wielka Brytania   | 3:14.051 | złoto   |
| o złoty medal   | Stany Zjednoczone | 3:19.727 | srebro  |
| o brązowy medal | Kanada            | 3:17.915 | brąz    |
| o brązowy medal | Australia         | 3:18.096 | 4.      |

### Runda klasyfikacyjna
| Mecz         | Drużyna       | Czas     | Pozycja |
| ------------ | ------------- | -------- | ------- |
| o 5. miejsce | Nowa Zelandia | 3:19.351 | 5.      |
| o 5. miejsce | Holandia      | 3:23.256 | 6.      |
| o 7. miejsce | Białoruś      | 3:20.245 | 7.      |
| o 7. miejsce | Niemcy        | 3:20.824 | 8.      |